# Luis Pedro Figueroa
Luis Pedro Figueroa, född 14 maj 1983, är en chilensk fotbollsspelare från Concepción i Chile som sedan 2012 spelar i O'Higgins F.C.. Han debuterade i Universidad de Concepción år 2002 då han bara var 18 år gammal. Kort därefter köptes han av Universidad de Chile.
Efter ett par säsonger i Universidad de Chile köptes Figueroa av den argentinska klubben Arsenal. Därmed inledde han sin utländska proffskarriär som fotbollsspelare.

## Landslaget
Figueroa debuterade i Copa América 2004 i Peru mot Mexiko. Därefter fortsatte han spela för Chile under kvalet till VM 2006 och sedan i vänskapsmatcher. Han gjorde sitt första mål i en vänskapsmatch mot Paraguay 2006.